# هوکسنی
هوکسنی (به انگلیسی: Hoxne) یک روستا و محله مدنی در بریتانیا است که در Mid Suffolk واقع شده‌است. هوکسنی ۸۸۹ نفر جمعیت دارد. 
چینه‌نگاری  (مطالعه لایه‌های سنگی) برای اولین بار برای توصیف حفاری در هوکسنی  در بریتانیا استفاده شد، جایی که ابزارهای سنگ چخماق در نزدیکی استخوان‌های حیوانات منقرض شده یافت می‌شوند. لایه های عمیق‌تر هر حفاری قدیمی‌تر از لایه‌های نزدیک به سطح هستند.